# Un'anguilla da 300 milioni
Pour plus de détails, voir Fiche technique et Distribution.
Un'anguilla da 300 milioni est une comédie policière italienne réalisée par Salvatore Samperi et sortie en 1971. 

## Synopsis
Vasco confie à son ami de longue date Bissa sa fille Tina, une belle adolescente qui a sombré dans la drogue. Bissa vit à Caorle en Vénétie dans une cabane au bord de la rivière et, de là, Tina ne pourra pas s'échapper, encore moins être approchée par des amis déviants. Lorsque Vasco laisse Tina chez Bissa, la jeune fille est endormie. À son réveil, Tina raconte qu'elle n'est pas la fille de Vasco, mais qu'elle a été enlevée par lui. Pendant ce temps, grâce à une mobilisation nationale, les gens tentent de rassembler l'argent demandé pour la rançon de la jeune fille, trois cents millions de lires, que les ravisseurs ont exigé de la vraie famille de Tina. Entre-temps, Bissa établit une relation de confiance avec Tina et la jeune fille comprend que l'homme n'a rien à voir avec l'enlèvement. Tina et Bissa tentent donc de devancer les ravisseurs et, d'un commun accord, commencent à étudier les moyens de s'emparer de la rançon.

## Fiche technique
- Titre italien original : Un'anguilla da 300 milioni[1]
- Réalisateur : Salvatore Samperi
- Scénario : Salvatore Samperi, Aldo Lado
- Photographie : Franco Di Giacomo
- Montage : Franco Arcalli
- Musique : Fiorenzo Carpi (supervisé par Bruno Nicolai)
- Effets spéciaux : Gino Vagniluca
- Costumes : Luciano Spadoni (it)
- Production : Oreste Coltellacci
- Société de production : Dolt Produzioni Cinematografiche, Mega Film
- Pays de production :  Italie
- Langues originales : anglais, italien
- Format : couleur par Eastmancolor - 2,35:1 - Son mono - 35 mm
- Durée : 109 minutes
- Genre : Comédie policière
- Dates de sortie :
  - Italie : 6 mai 1971

## Distribution
- Ottavia Piccolo : Tina Tellini
- Lino Toffolo : Bissa
- Mario Adorf : Nane Mora
- Rodolfo Baldini : Lino
- Gabriele Ferzetti : Vasco
- Senta Berger : Comtesse Spodani
- Daniele Dublino : prêtre
- Ricky Gianco : barman
- Sergio Cesca : inspecteur
- Carla Mancini : camarade de classe de Tina
- Luciano Spadoni :
- Franco Marletta :